# Selección de balonmano de España
La selección de balonmano de España es el equipo formado por jugadores de nacionalidad española, que representa a España a través de la Real Federación Española de Balonmano que la dirige, en las competiciones oficiales organizadas por la EHF, IHF y Comité Olímpico Internacional (COI).
España es una de las grandes potencias del balonmano y una de las selecciones más laureadas, habiéndose proclamado bicampeona mundial en 2005 y 2013, y bicampeona europea en 2018 y 2020. Además, en Juegos Olímpicos ha logrado cinco medallas de bronce en Atlanta 1996, Sídney 2000, Pekín 2008, Tokio 2020 y París 2024.

## Historia
España disputó su primer partido de balonmano el 15 de abril de 1953. Fue un encuentro amistoso que se disputó en Madrid frente a Suecia, con victoria sueca por 12-23. Años antes, sin embargo, ya se había formado una selección española de balonmano a once. El 13 de noviembre del mismo año disputó su primer partido oficial, en un partido clasificatorio para el Campeonato del Mundo de 1954. La selección española cayó derrotada en Nantes por 23-11 ante el combinado francés, quedando así eliminada.
Su debut en un campeonato oficial llegó 4 años después, cuando fue invitada a participar en el Campeonato del Mundo de 1958, disputado en la RDA. La selección española debutó con derrota por 31-11 ante el equipo sueco, vigente campeón que terminaría por revalidar el título. En su segundo partido, España consiguió su primera victoria ante la selección finesa con un marcador de 19-16. Tras perder el tercer partido de la fase de grupos ante Polonia, España quedó eliminada.
Durante los años 60, el equipo español quedó eliminado en todas las fases de clasificación para los grandes campeonatos. Sus verdugos en las eliminatorias para los campeonatos del mundo fueron la selección francesa (en tres ocasiones), húngara y yugoslava.
El primer éxito en las fases clasificatorias llegaría en los Juegos Olímpicos de Múnich 72, cuando el balonmano volvió a ser deporte olímpico 36 años después. La fase de clasificación europea se disputó en marzo de 1972 en territorio español, donde dieciséis selecciones se disputaban las 5 plazas restantes, después de que las 8 mejores selecciones obtuvieran el billete directo en el Mundial de 1970. En la fase previa, disputada en Granollers y Sabadell, España derrotó a Suiza, Luxemburgo y Gran Bretaña. La segunda fase se disputó en Barcelona, siendo la selección española superada por los combinados soviético y polaco. Así pues, la quinta y última plaza para la cita olímpica se decidió en Madrid, en un partido en que el equipo español derrotó a Bulgaria por 18-15. Una vez en tierras alemanas, el equipo español perdió sus tres partidos de la fase de grupos ante los anfitriones alemanes, Rumania y Noruega, quedando 15.ª, en penúltimo lugar. Sin embargo, desde ese momento el equipo español solo ha quedado eliminado en dos fases clasificatorias: las de los Juegos Olímpicos de Montreal 76 y Río 2016.
La española fue una selección de segundo orden hasta finales de los años 1970. La consecución del Mundial B de 1979 fue el primer gran punto de inflexión, que situó a España en la "primera división" del concierto balonmanístico internacional. En los años 1980 ya no solo logró clasificarse para todas las grandes competiciones, sino que empezó a luchar por entrar en semifinales.
A mediados de los años 1990, se vivió uno de los mejores momentos del balonmano español cuando se ganaron las primeras medallas en las grandes competiciones internacionales, siendo a mediados de los años 2000, cuando España se consolida como potencia del balonmano, tras proclamarse campeona del mundo en 2005 y subcampeona de Europa en 2006.

### Campeones mundiales en 2005
España disputó en Túnez del 23 de enero al 6 de febrero de 2005, el XIX Campeonato Mundial. El conjunto español acudió a la cita mundialista de la mano del seleccionador nacional Juan Carlos Pastor, que había relevado dos meses antes en el cargo a César Argilés.
En la primera fase de esta competición, España quedó encuadrada en el grupo C, junto a las selecciones de Croacia, Suecia, Argentina, Japón y Australia. El equipo español mostró un excelente juego y, a excepción de una ajustada derrota ante la selección con la que se encontraría en la final, la selección croata (31-33), ganó todos sus partidos. En la segunda fase, a la que pasaron doce selecciones, se dividieron en dos grupos de seis selecciones, quedando España encuadrada en el grupo 2, junto a las selecciones de Alemania, Suecia, Serbia y Montenegro, Croacia y Noruega. 
Superadas las dos fases de grupos, España pasa a las semifinales de la competición, enfrentándose a la selección anfitriona de Túnez a la que derrota 33-30 y pasa a su primera final de la historia en la competición. El 6 de febrero de 2005, España se proclama finalmente campeona del mundo ante Croacia por 40-34, en la final disputada en el Pabellón de Radés.
El equipo campeón del mundo estuvo formado por: David Barrufet, José Javier Hombrados, Juanín García, Albert Rocas, Mariano Ortega, David Davis, Iker Romero, Raúl Entrerríos, Alberto Entrerríos, Mateo Garralda, Demetrio Lozano, Fernando Hernández, Rubén Garabaya, Chema Rodríguez, Juancho Pérez, Rolando Uríos, y como seleccionador Juan Carlos Pastor.

### Bicampeones mundiales en 2013

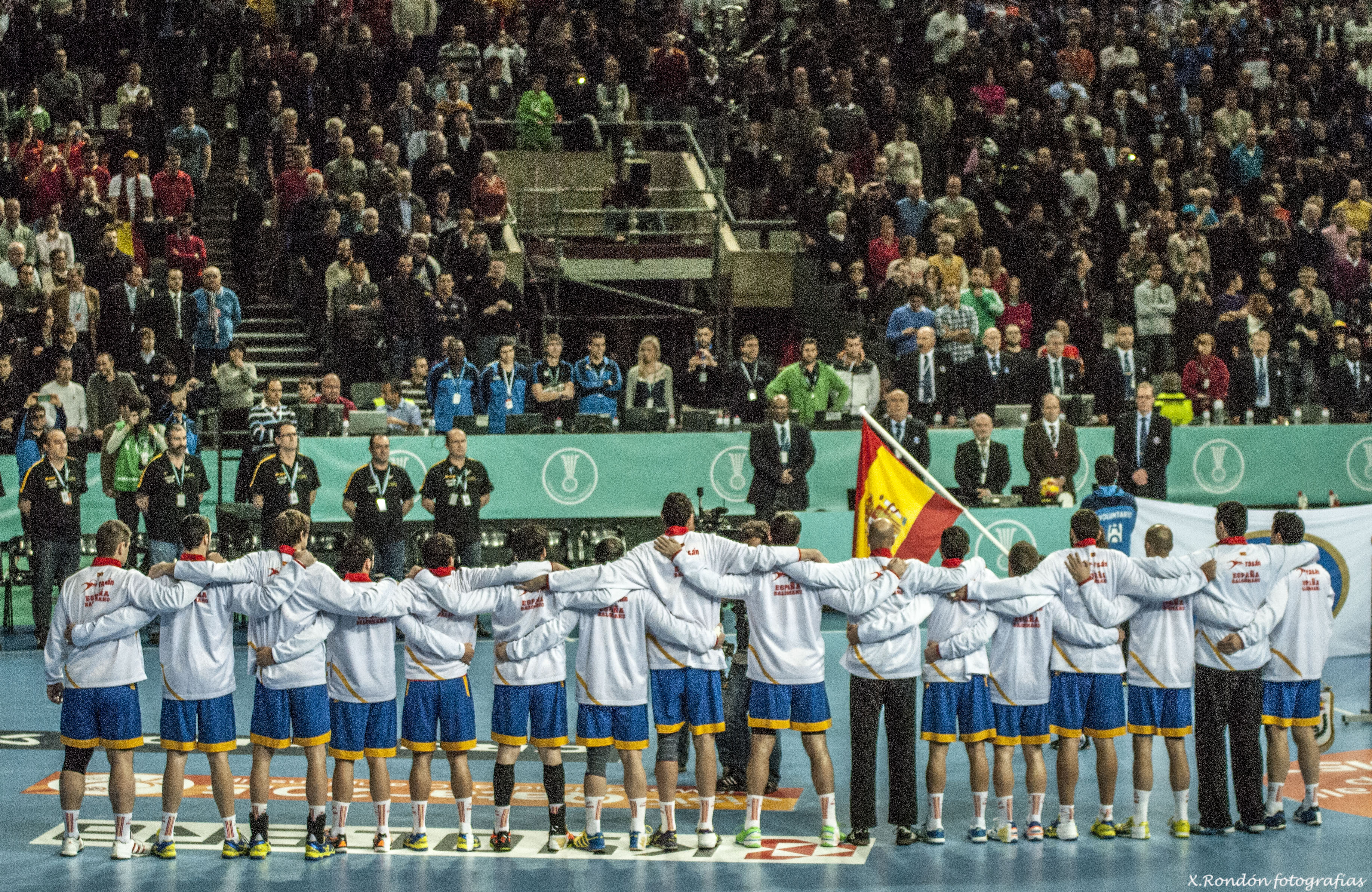
Los «hispanos» formando durante los himnos nacionales, en el Mundial de España 2013.

España disputó como anfitriona por primera vez en la historia un Campeonato Mundial, celebrado del 11 al 27 de enero de 2013. El equipo nacional fue cabeza de serie del grupo D, y disputó sus cinco encuentros de la primera fase en la Caja Mágica de Madrid. Se impuso a sus cuatro primeros rivales; Argelia, Egipto, Australia por 51-11 (la mayor goleada a favor del conjunto español en toda su historia) y Hungría, cayendo en el último ante la selección croata por 25-27, que sin embargo posibilitó un lado del cuadro de eliminatorias más favorable.
España disputó sus partidos de octavos y cuartos en el Pabellón Príncipe Felipe de Zaragoza, imponiéndose a Serbia (20-31) y Alemania (28-24). En la semifinal disputada el 25 de enero, en el Palau Sant Jordi de Barcelona, se impusieron a la selección eslovena por 26-22.
El 27 de enero, España volvió a proclamarse campeona mundial por segunda vez en su historia, en la final disputada en el Palau Sant Jordi de Barcelona ante Dinamarca, por un aplastante 35-19 (victoria más amplia en una final mundial o continental de la historia del balonmano masculino). S.A.R. el Príncipe Felipe, fue el encargado de entregarle el trofeo al capitán de la selección, Alberto Entrerríos. Este oro mundial, fue la décima medalla en la historia de la selección absoluta masculina, entre los tres grandes campeonatos, Olimpiadas, Mundiales y Europeos.
El equipo campeón del mundo estuvo formado por: Arpad Šterbik, José Manuel Sierra, Albert Rocas, Aitor Ariño, Víctor Tomás, Carlos Ruesga, Daniel Sarmiento, Antonio García, Alberto Entrerríos, Joan Cañellas, Viran Morros, Valero Rivera, Ángel Montoro, Jorge Maqueda, Gedeón Guardiola, Julen Aginagalde y como seleccionador Valero Rivera.

### Campeones continentales en 2018
España disputó en Croacia, el XIII Campeonato de Europa del 12 al 28 de enero de 2018. En la primera fase, España quedó encuadrada en el grupo D, con sede en Varaždin, junto a Chequia, Hungría y Dinamarca. Debutó con victorias ante Chequia por 32–15 y Hungría por 25–27, cayó ante Dinamarca por 22–25, pero concluyó líder de grupo. Clasificó a la segunda fase con Dinamarca y Chequia, que junto a Macedonia, Eslovenia y Alemania, conformaron el grupo II. En el primer partido de la segunda fase, ganó a Macedonia 20–31, cayó 31–26 ante Eslovenia y se impuso en el tercer y determinante encuentro ante la vigente campeona europea Alemania, por 27–31.
Superadas las dos fases de grupos, España pasa a las semifinales de la competición, enfrentándose en Zagreb a la hexacampeona mundial Francia, a la que derrota 23–27, logrando el pase a su quinta final en la competición. El 28 de enero, España se proclama finalmente campeona continental, tras derrotar por un contundente 29–23 a Suecia, en la final disputada en el Arena Zagreb.
El equipo campeón de Europa estuvo formado por: Arpad Šterbik, Gonzalo Pérez de Vargas, Rodrigo Corrales, Ángel Fernández, Aitor Ariño, Ferran Solé, David Balaguer, Valero Rivera, Daniel Sarmiento, Joan Cañellas, Raúl Entrerríos, Viran Morros, Julen Aginagalde, Gedeón Guardiola, Adrià Figueras, Eduardo Gurbindo, Iosu Goñi, Alex Dujshebaev, Daniel Dujshebaev y como seleccionador Jordi Ribera.

### Bicampeones continentales en 2020
España disputó como vigente campeona continental, el XIV Campeonato de Europa, del 9 al 26 de enero de 2020, albergado entre Austria, Noruega y Suecia. En la primera fase, España quedó encuadrada en el grupo C, con sede en la ciudad noruega de Trondheim, junto a los combinados de Alemania, Países Bajos y Letonia. Logró el pleno de victorias tras imponerse 33–22 a Letonia, 33–26 a Alemania y 25–36 a Países Bajos, clasificando a la segunda fase con Alemania, que junto a Chequia, Austria, Bielorrusia y Croacia, conformaron el grupo I con sede en Viena. El equipo nacional se impuso en sus tres primeros encuentros (31–25, 30–26 y 28–37), asegurándose el primer puesto tras empatar en el cuarto 22–22 ante Croacia.
Tras superar las dos fases de grupos, España alcanzaba en Suecia su quinta semifinal consecutiva en la competición, imponiéndose a Eslovenia por 34–32 y consiguiendo el pase a su sexta final europea, tercera consecutiva. El 26 de enero, España revalidó invicta, el título de campeona continental, tras vencer 22–20 a Croacia, en la final disputada en el Tele2 Arena de Estocolmo.
El equipo campeón de Europa estuvo formado por: Gonzalo Pérez de Vargas, Rodrigo Corrales, Ángel Fernández, Aitor Ariño, Ferran Solé, Aleix Gómez, Raúl Entrerríos, Daniel Sarmiento, Joan Cañellas, Viran Morros, Iosu Goñi, Jorge Maqueda, Alex Dujshebaev, Daniel Dujshebaev, Julen Aginagalde, Gedeón Guardiola, Adrià Figueras y como seleccionador Jordi Ribera.

## Historial

### Juegos Olímpicos
| Edición                       | Ronda            | Posición        | Pld             | W               | D               | L               | GF              | GA              | GD              |
| ----------------------------- | ---------------- | --------------- | --------------- | --------------- | --------------- | --------------- | --------------- | --------------- | --------------- |
| 1936 Berlín                   | No entró         | No entró        | No entró        | No entró        | No entró        | No entró        | No entró        | No entró        | No entró        |
| No hubo desde 1948 hasta 1968 |                  |                 |                 |                 |                 |                 |                 |                 |                 |
| 1972 Múnich                   | Ronda Preliminar | 15º de 16       | 5               | 1               | 0               | 4               | 82              | 89              | −7              |
| 1976 Montreal                 | No se clasificó  | No se clasificó | No se clasificó | No se clasificó | No se clasificó | No se clasificó | No se clasificó | No se clasificó | No se clasificó |
| 1980 Moscú                    | Ronda Preliminar | 5º de 12        | 6               | 3               | 1               | 2               | 126             | 129             | −3              |
| 1984 Los Ángeles              | Ronda Preliminar | 8º de 12        | 6               | 2               | 0               | 4               | 122             | 124             | −2              |
| 1988 Seúl                     | Ronda Preliminar | 9º de 12        | 6               | 3               | 0               | 3               | 122             | 121             | +1              |
| 1992 Barcelona                | Ronda Preliminar | 5º de 12        | 6               | 4               | 0               | 2               | 133             | 119             | +14             |
| 1996 Atlanta                  | Semifinales      | 3º de 12        | 7               | 5               | 0               | 2               | 161             | 147             | +14             |
| 2000 Sídney                   | Semifinales      | 3º de 12        | 8               | 5               | 0               | 3               | 222             | 206             | +16             |
| 2004 Atenas                   | Cuartos de final | 7º de 12        | 8               | 5               | 0               | 3               | 242             | 222             | +20             |
| 2008 Beijing                  | Semifinales      | 3º de 12        | 8               | 5               | 0               | 3               | 246             | 234             | +12             |
| 2012 Londres                  | Cuartos de final | 7º de 12        | 6               | 3               | 0               | 3               | 162             | 149             | +13             |
| 2016 Río de Janeiro           | No se clasificó  | No se clasificó | No se clasificó | No se clasificó | No se clasificó | No se clasificó | No se clasificó | No se clasificó | No se clasificó |
| 2020 Tokio                    | Semifinales      | 3º de 12        | 8               | 6               | 0               | 2               | 245             | 233             | +12             |
| 2024 París                    | Semifinales      | 3º de 12        | 8               | 5               | 0               | 3               | 227             | 223             | +4              |
| 2028 Los Ángeles              | Por determinar   | Por determinar  | Por determinar  | Por determinar  | Por determinar  | Por determinar  | Por determinar  | Por determinar  | Por determinar  |
| 2032 Brisbane                 | Por determinar   | Por determinar  | Por determinar  | Por determinar  | Por determinar  | Por determinar  | Por determinar  | Por determinar  | Por determinar  |
| Total                         | 12/15            | 0 Títulos       | 82              | 47              | 1               | 34              | 2,090           | 1,996           | +94             |

### Campeonato del Mundo
| Edición                                                                                                | Ronda             | Posición          | Pld               | W                 | D*                | L                 | GF                | GA                | GD                |
| --- | ----------------- | ----------------- | ----------------- | ----------------- | ----------------- | ----------------- | ----------------- | ----------------- | ----------------- |
| 1938 Alemania                                                                                          | No entró a la IHF | No entró a la IHF | No entró a la IHF | No entró a la IHF | No entró a la IHF | No entró a la IHF | No entró a la IHF | No entró a la IHF | No entró a la IHF |
| 1954 Suecia                                                                                            | No se clasificó   | No se clasificó   | No se clasificó   | No se clasificó   | No se clasificó   | No se clasificó   | No se clasificó   | No se clasificó   | No se clasificó   |
| 1958 RDA                                                                                               | Ronda preliminar  | 12º de 16         | 3                 | 0                 | 1                 | 2                 | 41                | 72                | -31               |
| 1961 RFA                                                                                               | No se clasificó   | No se clasificó   | No se clasificó   | No se clasificó   | No se clasificó   | No se clasificó   | No se clasificó   | No se clasificó   | No se clasificó   |
| 1964 Checoslovaquia                                                                                    | No se clasificó   | No se clasificó   | No se clasificó   | No se clasificó   | No se clasificó   | No se clasificó   | No se clasificó   | No se clasificó   | No se clasificó   |
| 1967 Suecia                                                                                            | No se clasificó   | No se clasificó   | No se clasificó   | No se clasificó   | No se clasificó   | No se clasificó   | No se clasificó   | No se clasificó   | No se clasificó   |
| 1970 Francia                                                                                           | No se clasificó   | No se clasificó   | No se clasificó   | No se clasificó   | No se clasificó   | No se clasificó   | No se clasificó   | No se clasificó   | No se clasificó   |
| 1974 RDA                                                                                               | Ronda preliminar  | 13º de 16         | 3                 | 1                 | 0                 | 2                 | 41                | 56                | -15               |
| 1978 Dinamarca                                                                                         | Ronda preliminar  | 10º de 16         | 6                 | 3                 | 0                 | 3                 | 121               | 124               | -3                |
| 1982 RFA                                                                                               | Segunda ronda     | 8º de 16          | 7                 | 3                 | 1                 | 3                 | 146               | 145               | +1                |
| 1986 Suiza                                                                                             | Segunda ronda     | 5º de 16          | 7                 | 3                 | 2                 | 2                 | 136               | 129               | +7                |
| 1990 Checoslovaquia                                                                                    | Segunda ronda     | 5º de 16          | 7                 | 5                 | 0                 | 2                 | 161               | 159               | +2                |
| 1993 Suecia                                                                                            | Segunda ronda     | 5º de 16          | 7                 | 4                 | 1                 | 2                 | 156               | 142               | +14               |
| 1995 Islandia                                                                                          | Octavos de final  | 11º de 24         | 9                 | 6                 | 0                 | 3                 | 236               | 213               | +23               |
| 1997 Japón                                                                                             | Cuartos de final  | 7º de 24          | 9                 | 6                 | 1                 | 2                 | 252               | 214               | +38               |
| 1999 Egipto                                                                                            | Semifinales       | 4º de 24          | 9                 | 7                 | 0                 | 2                 | 258               | 185               | +73               |
| 2001 Francia                                                                                           | Cuartos de final  | 5º de 24          | 9                 | 7                 | 0                 | 2                 | 276               | 215               | +61               |
| 2003 Portugal                                                                                          | Semifinales       | 4º de 24          | 9                 | 7                 | 0                 | 2                 | 288               | 218               | +70               |
| 2005 Túnez                                                                                             | Campeón           | 1º de 24          | 10                | 8                 | 1                 | 1                 | 355               | 272               | +83               |
| 2007 Alemania                                                                                          | Cuartos de final  | 7º de 24          | 10                | 6                 | 0                 | 4                 | 318               | 290               | +28               |
| 2009 Croacia                                                                                           | Ronda Preliminar  | 13º de 24         | 9                 | 6                 | 0                 | 3                 | 308               | 212               | +96               |
| 2011 Suecia                                                                                            | Semifinales       | 3º de 24          | 10                | 8                 | 1                 | 1                 | 281               | 236               | +45               |
| 2013 España                                                                                            | Campeón           | 1º de 24          | 9                 | 8                 | 0                 | 1                 | 280               | 183               | +97               |
| 2015 Catar                                                                                             | Semifinales       | 4º de 24          | 9                 | 7                 | 0                 | 2                 | 265               | 226               | +39               |
| 2017 Francia\|\| Cuartos de Final \|\| 5º de 24 \|\| 7 \|\| 6 \|\| 0 \|\| 1 \|\| 217 \|\| 172 \|\| +45 |                   |                   |                   |                   |                   |                   |                   |                   |                   |
| / 2019 Dinamarca/Alemania                                                                              | Segunda Fase      | 7º de 24          | 9                 | 6                 | 0                 | 3                 | 274               | 233               | +41               |
| 2021 Egipto                                                                                            | Semifinales       | 3º de 32          | 9                 | 7                 | 1                 | 1                 | 296               | 254               | +42               |
| / 2023 Polonia/Suecia                                                                                  | Semifinales       | 3º de 32          | 9                 | 7                 | 0                 | 2                 | 280               | 246               | +34               |
| / 2025 Croacia/Dinamarca/Noruega                                                                       | Segunda fase      | 18º de 32         | 6                 | 2                 | 1                 | 3                 | 177               | 157               | +20               |
| 2027 Alemania                                                                                          | TBD               | TBD               | TBD               | TBD               | TBD               | TBD               | TBD               | TBD               | TBD               |
| / 2029 Francia/Alemania                                                                                | TBD               | TBD               | TBD               | TBD               | TBD               | TBD               | TBD               | TBD               | TBD               |
| / 2031 Dinamarca/Islandia/Noruega                                                                      | TBD               | TBD               | TBD               | TBD               | TBD               | TBD               | TBD               | TBD               | TBD               |
| Total                                                                                                  | 23/32             | 2 Títulos         | 182               | 124               | 9                 | 49                | 4036              | 3372              | +654              |

### Campeonato Europeo
| Campeonato Europeo            | Campeonato Europeo | Campeonato Europeo | Campeonato Europeo | Campeonato Europeo | Campeonato Europeo | Campeonato Europeo | Campeonato Europeo | Campeonato Europeo | Campeonato Europeo |
| Edición                       | Ronda              | Posición           | Pld                | W                  | D                  | L                  | GF                 | GA                 | GD                 |
| ----------------------------- | ------------------ | ------------------ | ------------------ | ------------------ | ------------------ | ------------------ | ------------------ | ------------------ | ------------------ |
| 1994 Portugal                 | Ronda Preliminar   | 5º                 | 6                  | 4                  | 0                  | 2                  | 142                | 126                | +16                |
| 1996 España                   | Final              | 2º                 | 7                  | 5                  | 0                  | 2                  | 173                | 162                | +11                |
| 1998 Italia                   | Final              | 2º                 | 7                  | 5                  | 1                  | 1                  | 187                | 150                | +27                |
| 2000 Croacia                  | Semifinales        | 3º                 | 7                  | 5                  | 0                  | 2                  | 173                | 166                | +7                 |
| 2002 Suecia                   | Segunda Fase       | 7º                 | 7                  | 4                  | 1                  | 2                  | 186                | 173                | +13                |
| 2004 Eslovenia                | Segunda Fase       | 10º                | 6                  | 2                  | 0                  | 4                  | 166                | 170                | -4                 |
| 2006 Suiza                    | Final              | 2º                 | 8                  | 6                  | 1                  | 1                  | 255                | 231                | +24                |
| 2008 Noruega                  | Segunda Fase       | 9º                 | 6                  | 3                  | 0                  | 3                  | 180                | 169                | +11                |
| 2010 Austria                  | Segunda Fase       | 6º                 | 7                  | 4                  | 1                  | 2                  | 213                | 192                | +21                |
| 2012 Serbia                   | Semifinales        | 4º                 | 8                  | 5                  | 1                  | 2                  | 224                | 213                | +11                |
| 2014 Dinamarca                | Semifinales        | 3º                 | 8                  | 6                  | 0                  | 2                  | 239                | 218                | +21                |
| 2016 Polonia                  | Final              | 2º                 | 8                  | 5                  | 1                  | 2                  | 209                | 207                | +2                 |
| 2018 Croacia                  | Campeón            | 1º                 | 8                  | 6                  | 0                  | 2                  | 225                | 189                | +36                |
| 2020 Austria/Noruega/Suecia   | Campeón            | 1º                 | 9                  | 8                  | 1                  | 0                  | 278                | 226                | +52                |
| 2022 Hungría/Eslovaquia       | Final              | 2º                 | 9                  | 7                  | 0                  | 2                  | 249                | 232                | +17                |
| 2024 Alemania                 | Ronda Preliminar   | 13º                | 3                  | 1                  | 1                  | 1                  | 98                 | 96                 | +2                 |
| 2026 Dinamarca/Noruega/Suecia | Clasificado        | Clasificado        | Clasificado        | Clasificado        | Clasificado        | Clasificado        | Clasificado        | Clasificado        | Clasificado        |
| 2028 Portugal/España/Suiza    | Por determinar     | Por determinar     | Por determinar     | Por determinar     | Por determinar     | Por determinar     | Por determinar     | Por determinar     | Por determinar     |
| Total                         | 15/16              | 2 Títulos          | 105                | 76                 | 8                  | 30                 | 3197               | 2920               | +277               |

- Indica que los sorteos incluyen partidos eliminatorios decididos por tanda de penales.
- El fondo dorado indica que el torneo se ganó. El borde rojo indica que el torneo se celebró en casa.

### Otros campeonatos
- Supercopa de Naciones: (3)
- Juegos Mediterráneos: (2) , (2) , (4)

## Jugadores

### Última convocatoria
Convocatoria del seleccionador nacional, Jordi Ribera, para el Mundial de 2025:
| Dorsal | Posición          | Nombre                  | Edad | Altura (m) | Peso (kg) | Partidos | Goles | Club                 |
| ------ | ----------------- | ----------------------- | ---- | ---------- | --------- | -------- | ----- | -------------------- |
| 1      | Portero           | Gonzalo Pérez de Vargas | 34   | 1.90       | 84        | 193      | 18    | Barça                |
| 25     | Portero           | Sergey Hernández        | 29   | 1.96       | 102       | 59       | 11    | SC Magdeburg         |
| 9      | Central           | Ian Tarrafeta           | 26   | 1.88       | 90        | 61       | 140   | PAUC                 |
| 15     | Central           | Petar Cikusa            | 19   | 1.85       | 75        | 8        | 9     | Barça                |
| 10     | Lateral derecho   | Alex Dujshebaev         | 32   | 1.87       | 88        | 166      | 481   | KS Vive Kielce       |
| 18     | Lateral derecho   | Imanol Garciandia       | 29   | 2.02       | 108       | 66       | 166   | SC Pick Szeged       |
| 78     | Lateral derecho   | Djordje Cikusa          | 19   | 1.91       | 83        | 8        | 15    | Montpellier HB       |
| 7      | Lateral izquierdo | Jan Gurri               | 22   | 1.90       | 95        | 13       | 16    | Sporting de Portugal |
| 8      | Lateral izquierdo | Agustín Casado          | 28   | 1.90       | 98        | 62       | 166   | Veszprém KSE         |
| 24     | Lateral izquierdo | Dani Dujshebaev         | 27   | 1.97       | 105       | 102      | 224   | KS Vive Kielce       |
| 14     | Extremo derecho   | Ferrán Solé             | 32   | 1.90       | 75        | 113      | 429   | Paris Saint-Germain  |
| 34     | Extremo derecho   | Carlos Álvarez          | 21   | 1.83       | 84        | 2        | 6     | Ademar León          |
| 51     | Extremo izquierdo | Miguel Sánchez-Migallón | 29   | 2.00       | 95        | 63       | 37    | SL Benfica           |
| 70     | Extremo izquierdo | Dani Fernández          | 23   | 1.76       | 77        | 51       | 181   | TVB 1898 Stuttgart   |
| 80     | Extremo izquierdo | Ian Barrufet            | 20   | 1.98       | 85        | 3        | 5     | MT Melsungen         |
| 20     | Pivote            | Abel Serdio             | 30   | 1.95       | 100       | 56       | 111   | Orlen Wisła Płock    |
| 37     | Pivote            | Víctor Romero           | 20   | 1.94       | 98        | 5        | 5     | BM Granollers        |
| 99     | Pivote            | Javier Rodríguez        | 22   | 2.00       | 107       | 19       | 31    | Barça                |

## Jugadores históricos

### Por décadas
- Años 1950: Jorge Hernández, Mariano Fernández, Emilio Villanueva, Valentín Maestre Quiroga, Alejandro Anchústegui, Juan José González.
- Años 1960: Juan Morera.
- Años 1970: Manuel Novales, Fernando de Andrés, Rafael López de León, Agustín Millán, Jordi Álvaro, Santos Labaca, Jesús Alcalde, Josep Perramón, Patxi Pagoaga, Francesc López-Balcells, Vicente Calabuig, José Luis Sagarribay, Goyo López.
- Años 1980: Juan Pedro de Miguel, Juan José Uría, José Ignacio Novoa, Cecilio Alonso, Juanón de la Puente, Lorenzo Rico, Javier García, Juan Francisco Muñoz Melo, Ignacio Silos, Juan Pedro Muñoz, Eugeni Serrano, Joan Sagalés, Òscar Grau, Manuel Gutiérrez, Javier Cabanas.
- Años 1990: Iñaki Urdangarín, Enric Masip, Rafael Guijosa, David Barrufet, Demetrio Lozano, Talant Dujshebaev, Mateo Garralda, Manuel Colón, Mariano Ortega, Juancho Pérez, Alberto Urdiales, Xavier O'Callaghan, Andréi Xepkin, Antonio Ugalde, Fernando Barbeito, Antonio Carlos Ortega, Fernando Hernández, Salva Esquer, Jordi Núñez.
- Años 2000: Iker Romero, Alberto Entrerríos, Juanín García, José Javier Hombrados, José Manuel Sierra, Rubén Garabaya, Chema Rodríguez, Albert Rocas, Rolando Uríos, David Davis, Raúl Entrerríos, Roberto García Parrondo, Ion Belaustegui, Carlos Prieto, Víctor Tomás, Carlos Ruesga, Cristian Malmagro, Julen Aginagalde, Joan Cañellas, Viran Morros, Cristian Ugalde.
- Años 2010: Gedeón Guardiola, Daniel Sarmiento, Antonio García, Gonzalo Pérez de Vargas, Arpad Šterbik, Valero Rivera, Jorge Maqueda, Eduardo Gurbindo, Ferran Solé, Alex Dujshebaev, David Balaguer, Rodrigo Corrales, Viran Morros, Julen Aguinagalde, Aitor Ariño, Ángel Fernández, Dani Dujshebaev, Adrià Figueras.
- Años 2020: Aleix Gómez, Rubén Marchán, Miguel Sánchez-Migallón, Agustín Casado.

### Por partidos jugados

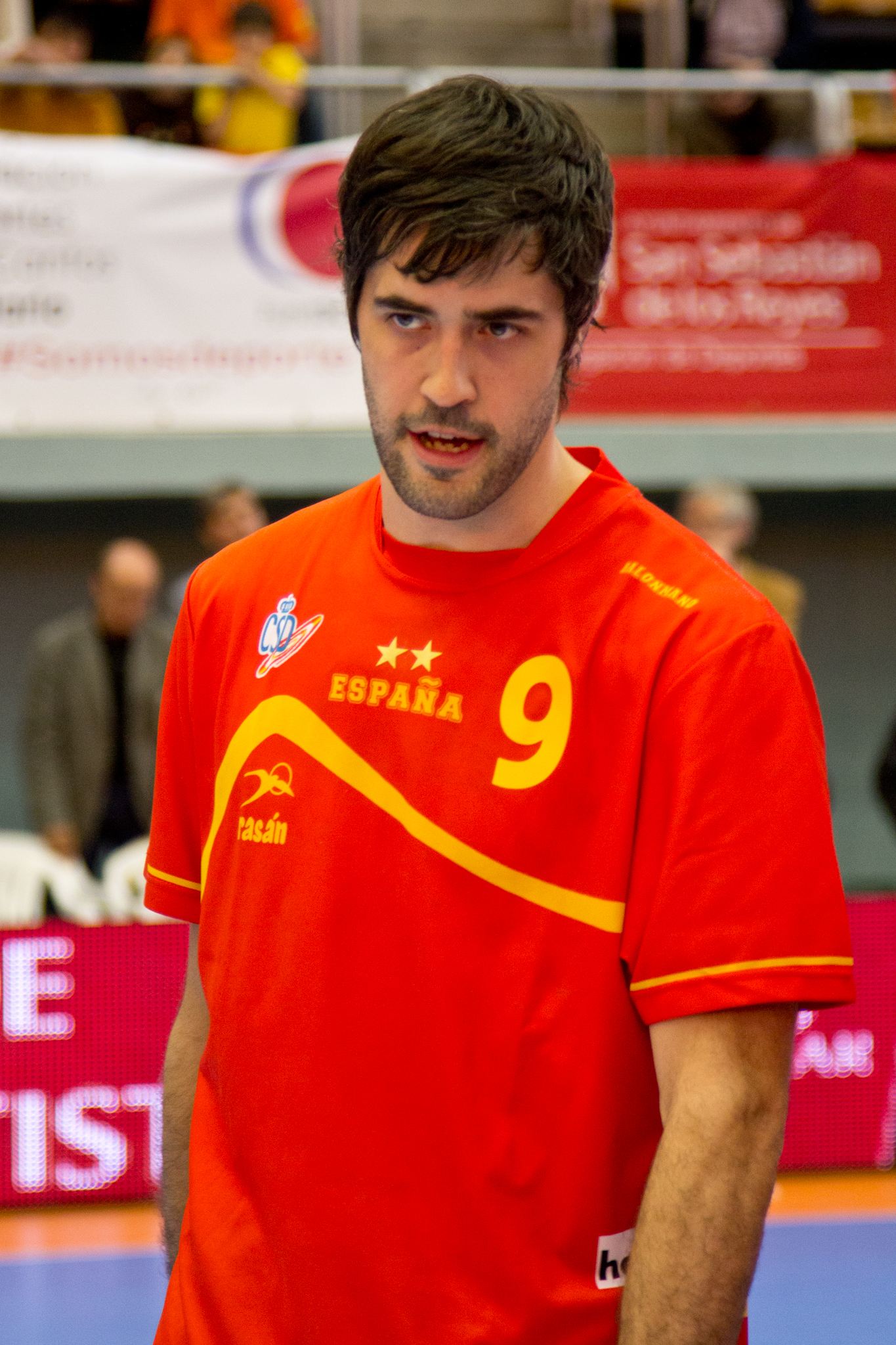
Raúl Entrerríos es con 294 partidos, el jugador con más internacionalidades en la historia de la selección nacional.

Jugadores que han disputado 200 partidos o más con la Selección:
- Jugadores actualmente activos están en negrita.

| #   | Jugador               | Posición      | Partidos |
| --- | --------------------- | ------------- | -------- |
| 1.  | Raúl Entrerríos       | Central       | 294      |
| 2.  | David Barrufet        | Portero       | 280      |
| 3.  | José Javier Hombrados | Portero       | 260      |
| 4.  | Viran Morros          | Lateral Izdo. | 258      |
| 5.  | Lorenzo Rico          | Portero       | 245      |
| 6.  | Juan Fco. Muñoz Melo  | Lateral Izdo. | 243      |
| 7.  | Alberto Entrerríos    | Central       | 240      |
| 8.  | Joan Cañellas         | Lateral Izdo. | 236      |
| 9.  | Mateo Garralda        | Lateral Dcho. | 233      |
| 10. | Eugeni Serrano        | Extremo Dcho. | 231      |

| #   | Jugador           | Posición      | Partidos |
| --- | ----------------- | ------------- | -------- |
| 11. | Javier Cabanas    | Extremo Dcho. | 228      |
| 12. | Demetrio Lozano   | Lateral Izdo. | 223      |
| 13. | Juanín García     | Extremo Izdo. | 206      |
| 14. | Julen Aguinagalde | Pivote        | 205      |
| 14. | Enric Masip       | Central       | 205      |
| 15. | Juancho Pérez     | Pivote        | 203      |
| 15. | Jorge Maqueda     | Lateral Dcho. | 203      |
| 15. | Gedeón Guardiola  | Pivote        | 203      |
| 16. | Iker Romero       | Central       | 200      |

Nota: Actualizado el 25 de junio de 2024

### Por goles anotados
Jugadores que han anotado 500 goles o más con la Selección:
- Jugadores actualmente activos están en negrita.

| #  | Jugador              | Posición      | Goles |
| -- | -------------------- | ------------- | ----- |
| 1. | Juanín García        | Extremo Izdo. | 822   |
| 2. | Iker Romero          | Central       | 753   |
| 3. | Alberto Entrerríos   | Central       | 726   |
| 4. | Juan Fco. Muñoz Melo | Lateral Izdo. | 701   |
| 5. | Raúl Entrerríos      | Central       | 681   |
| 6. | Enric Masip          | Central       | 656   |
| 7. | Eugeni Serrano       | Extremo Dcho. | 622   |
| 8. | Albert Rocas         | Extremo Dcho. | 599   |

| #   | Jugador               | Posición      | Goles |
| --- | --------------------- | ------------- | ----- |
| 9.  | Mateo Garralda        | Lateral Dcho. | 593   |
| 10. | Talant Dujshebaev     | Central       | 569   |
| 11. | Joan Cañellas         | Lateral Izdo. | 567   |
| 12. | Javier Cabanas        | Extremo Dcho. | 566   |
| 13. | Víctor Tomás          | Extremo Dcho. | 548   |
| 14. | Rafael Guijosa        | Extremo Izdo. | 538   |
| 15. | Antonio Carlos Ortega | Extremo Dcho. | 507   |

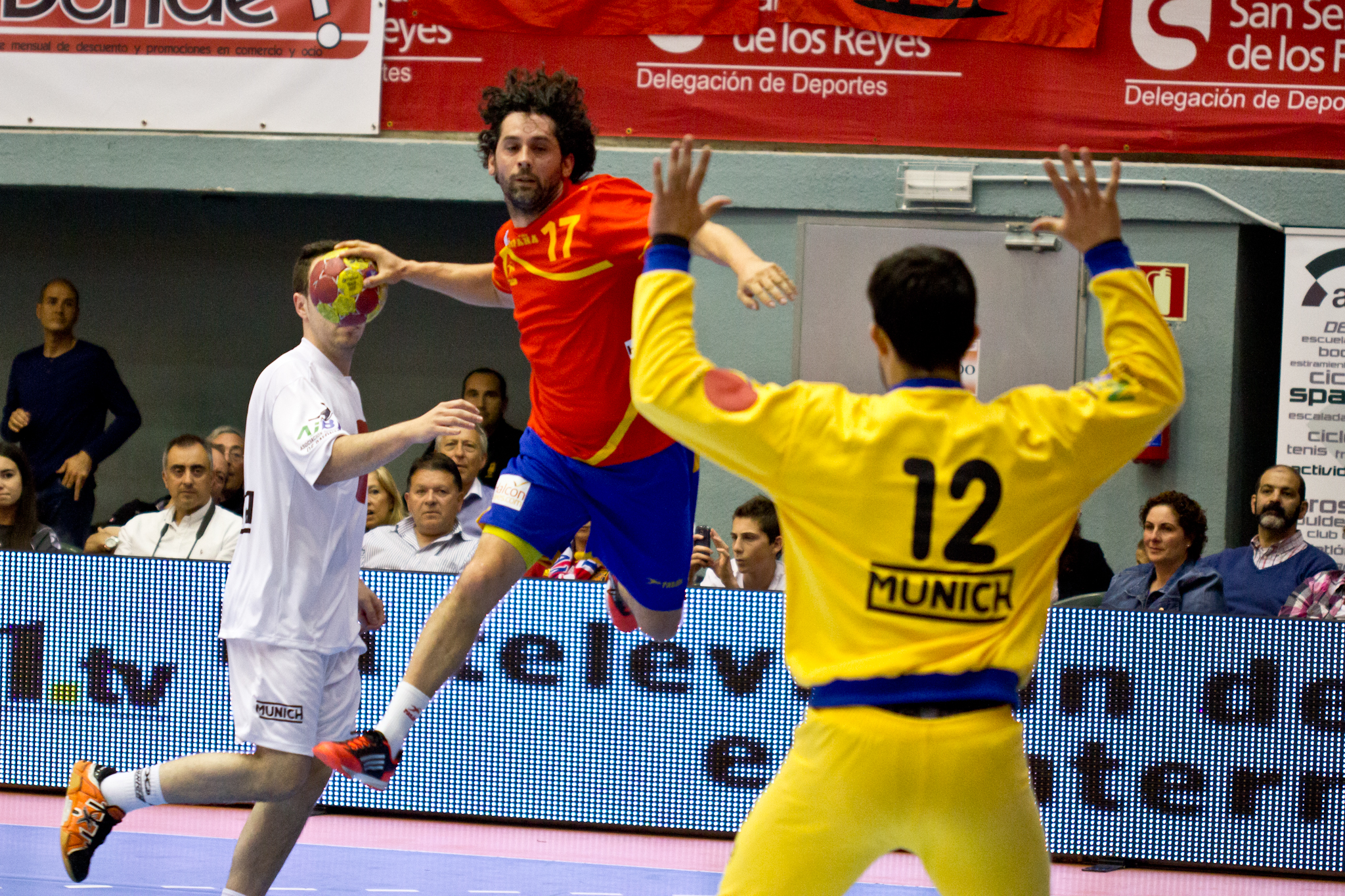
Juanín García, máximo artillero con 822 goles, en la historia de la selección nacional.

Nota: Actualizado el 16 de marzo de 2024

## Seleccionadores históricos

### Por partidos dirigidos

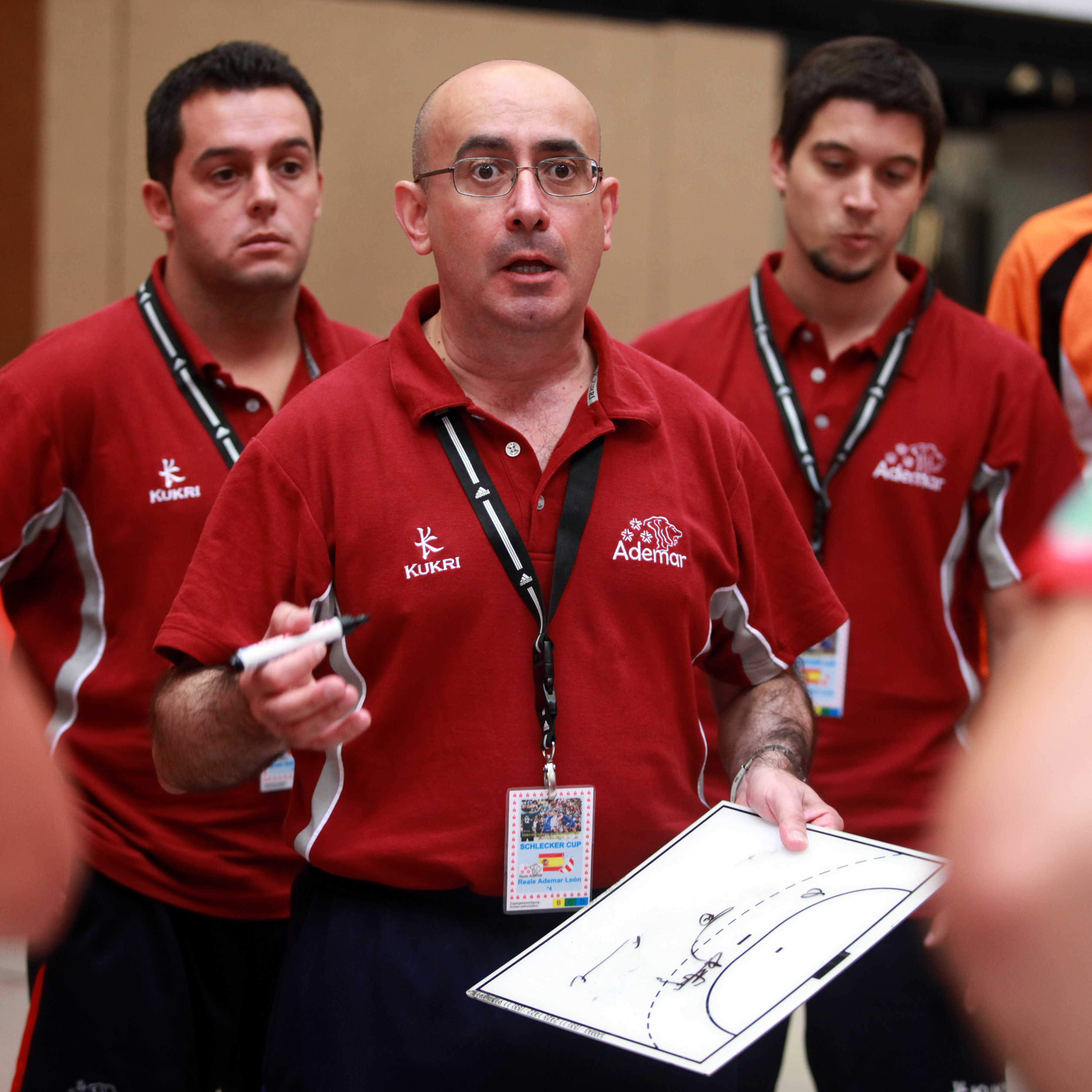
Jordi Ribera es el seleccionador nacional desde 2016.

Partidos dirigidos de cada seleccionador nacional:
1. Juan de Dios Román, 221
2. Domingo Bárcenas, 186
3. Jordi Ribera, 180
4. Valero Rivera, 106
5. Juan Carlos Pastor, 97
6. César Argilés, 91
7. Javier García Cuesta, 72
8. Emilio Alonso, 71
9. Manolo Cadenas, 55
10. Cruz María Ibero, 47
11. Antonio Roncero, 25
12. Branislav Pokrajac, 16
13. Alberto de San Román, 4
14. Félix Sánchez Laulhe, 3
15. José Villaldea, 3

Nota: Actualizado el 4 de octubre de 2021

## Categorías juveniles
| Selección sub-21 - Campeonato Mundial Júnior: - Campeón (1): 2017 - Subcampeón (5): 1987, 1989, 1995, 2001, 2013 Selección sub-20 - Campeonato Europeo Júnior: - Campeón (4): 2012, 2016, 2022, 2024 - Subcampeón (1): 1996 - Tercer puesto (2): 2000, 2014 | Selección sub-19 - Campeonato Mundial Juvenil: - Campeón (1): 2023 - Subcampeón (3): 2011, 2017, 2025 Selección sub-18 - Campeonato Europeo Juvenil: - Campeón (2): 1994, 2022 - Subcampeón (2): 1999, 2010 - Tercer puesto (3): 1992, 2014, 2021 |

## Distinciones
| Distinción                                                     | Año        |
| -------------------------------------------------------------- | ---------- |
| Placa de Oro – Real Orden del Mérito Deportivo                 | 2006       |
| Galardón                                                       | Año        |
| Premio Nacional del Deporte «Mejor Selección Española del Año» | 1991, 2005 |